# Burglehn (Alt Zauche-Wußwerk)
Burglehn, niedersorbisch Bórklin, ist ein Gemeindeteil von Alt Zauche, einem Ortsteil der Gemeinde Alt Zauche-Wußwerk im Landkreis Dahme-Spreewald in Brandenburg.

## Lage
Burglehn liegt in der Niederlausitz, etwa zehn Kilometer östlich der Stadt Lübben (Spreewald). Umliegende Ortschaften sind die Neu Zaucher Ortsteile Briesensee im Norden und Caminchen im Nordosten, Wußwerk im Südosten, Alt Zauche im Süden sowie der Lübbener Ortsteil Radensdorf im Westen.
Burglehn liegt am äußersten nördlichen Rand des Biosphärenreservats Spreewald. Im Süden schließt sich der Innere Oberspreewald an. Nordöstlich bereitet sich das Briesener Luch mit seinen Waldgebieten aus. Der Ort zählt zum amtlichen Siedlungsgebiet der Sorben/Wenden in Brandenburg.

## Geschichte
Das Dorf Burglehn entstand vermutlich zu Beginn des 19. Jahrhunderts als Vorwerk von Alt Zauche und wurde im Jahr 1818 erstmals urkundlich erwähnt. Der Ortsname geht auf einen Flurnamen zurück und bezeichnete das Lehngut der Herrschaft Neu Zauche. 1844 gab es in Burglehn zwei Wohngebäude mit 29 Einwohnern. Der Ort war nach Neu Zauche eingepfarrt.
Zu DDR-Zeiten gründete sich in Burglehn das Volkseigene Gut Spreewald, das sich vor allem auf die Rinderzucht konzentrierte. 1977 wurde im Dorf eine Rinder-Aufzuchtanlage gebaut. Zudem wurden auf dem Gut Gurken, Meerrettich und Getreide angebaut.
Burglehn gehörte verwaltungstechnisch seit jeher zur Gemeinde Alt Zauche. Als Teil dieser Gemeinde lag das Dorf zunächst im Landkreis Lübben (Spreewald) im Regierungsbezirk Frankfurt im Königreich Preußen. Am 25. Juli 1952 wurde Alt Zauche mit Burglehn dem neu gegründeten Kreis Lübben im Bezirk Cottbus zugeordnet. Nach der Wende in der DDR lag Burglehn zunächst im Landkreis Lübben in Brandenburg. Am 1. Oktober 1992 schlossen sich Alt Zauche und Burglehn dem neu gebildeten Amt Straupitz an, welches später in „Amt Oberspreewald“ umbenannt wurde. Nach der brandenburgischen Kreisreform vom 6. Dezember 1993 wurde Burglehn dem Landkreis Dahme-Spreewald zugeordnet. Am 26. Oktober 2003 erfolgte der Zusammenschluss mit Wußwerk zur Gemeinde Alt Zauche-Wußwerk. Zeitgleich fusionierte das Amt Oberspreewald mit dem benachbarten Amt Lieberose zum Amt Lieberose/Oberspreewald.
Gemäß der Auffassung des Brandenburger Landtags gehört Burglehn zum amtlichen sorbischen Siedlungsgebiet. Die Gemeinde Alt Zauche-Wußwerk klage im Mai 2017 gegen diesen Entschluss. Im Jahr 2023 entschied das Verwaltungsgericht Cottbus, dass der Ortsteil Alt Zauche zum Siedlungsgebiet zählt.

## Verkehr
Durch Burglehn verläuft die Kreisstraße K 6115, nördlich des Dorfes führt die Landesstraße L 44 nach Lübben und nach Lieberose.
Von 1898 bis 1967 war Burglehn mit dem Bahnhof Altzauche-Burglehn (ursprünglich Bahnhof Burglehne) an die Teilstrecke Lübben Hauptbahnhof–Straupitz der schmalspurigen Spreewaldbahn angeschlossen.

## Tourismus
Heute ist vor allem der Spreewaldtourismus wirtschaftlicher Schwerpunkt in der Region. In Burglehn gibt es einige kleinere Pensionen. Der Gurken-Radweg führt durch den Ort.

## Nachweise
1. ↑  Topographisch-statistische Uebersicht des Regierungsbezirks Frankfurth a. d. O. G. Hayn, Berlin 1820.
2. ↑  Reinhard E. Fischer: Die Ortsnamen der Länder Brandenburg und Berlin. Alter – Herkunft – Bedeutung. be.bra Wissenschaft, Berlin 2005, S. 38.
3. ↑  Topographisch-statistische Übersicht des Regierungsbezirks Frankfurt a. d. O. 1844, S. 169 (bsb-muenchen.de).
4. ↑  Produktionsstart in neuer Aufzuchtanlage im Spreewald Werner Walde bei Bauern und Arbeitern in Burglehn. Neues Deutschland, 31. Dezember 1977, abgerufen am 1. April 2018.
5. ↑  Burglehn im Geschichtlichen Ortsverzeichnis. Abgerufen am 1. April 2018.
6. ↑  Acht weitere Gemeinden gehören zu Siedlungsgebiet der Sorben. Ministerium für Wissenschaft, Forschung und Kultur des Landes Brandenburg, 7. Dezember 2016, abgerufen am 1. April 2018.
7. ↑  Siedlungsgebiet der Sorben vergrößert sich. Rundfunk Berlin-Brandenburg, 7. Dezember 2016, ehemals im Original (nicht mehr online verfügbar); abgerufen am 1. April 2018. (Seite nicht mehr abrufbar. Suche in Webarchiven)
8. ↑  Fünf Kommunen klagen, weitere überlegen. Lausitzer Rundschau, 12. Mai 2017, abgerufen am 1. April 2018.